# 玫瑰蛇綿鳚
玫瑰蛇綿鳚，為輻鰭魚綱鱸形目绵鳚亞目绵鳚科的其中一種，分布於北太平洋區的白令海海域，屬深海底棲性魚類，棲息深度在水深750公尺，體長可達23.5公分。

## 扩展阅读
維基物種上的相關：玫瑰蛇綿鳚